# 伊蓮·葛莉茉
伊蓮·葛莉茉（法語：Hélène Grimaud，1969年11月7日—），猶太裔法國鋼琴家。

## 生平
伊蓮·葛莉茉在法國羅訥河口省普羅旺斯地區艾克斯出生，父親是柏柏爾猶太人，母親是科西嘉島的塞法迪猶太人。她剖析自己年幼時「極度過動」，在小學課堂上總是無法乖坐，且過度集中於某些事情上，這些現象在她7歲開始學習鋼琴後，便逐漸穩定下來，而這種過度專注的特質，加上絕佳的聽力與節奏感，使學琴過程進步神速。1982年13歲時即獲巴黎音樂學校（Conservatoire de Paris）破格錄取，與鋼琴手雅克·魯維耶（Jacques Rouvier）同校。
1985年，伊蓮·葛莉茉憑謝爾蓋·拉赫曼尼諾夫的《Piano Sonata No. 2》贏得巴黎音乐学院贏得首個獎項、雅克·克羅學院（L'Académie Charles Cros）的格蘭披治光碟獎（Grand Prix du Disque）。1987年，她展開事業生涯，在巴黎舉行獨奏會；又與巴黎管弦樂團合作演出，由丹尼爾·巴倫波因指揮。
伊蓮·葛莉茉才華洋溢，不僅是音樂家，也是位作家，2003年至今已出版了三本著作。此外，她致力於野生動物的保育，曾不惜延緩音樂工作，努力研讀動物生態學，並於1996年在美國紐約州成立狼群保育中心(Wolf Conservation Center （页面存档备份，存于）)，每年邀請數千名美國兒童參觀園區。伊蓮·葛莉茉也是音樂家人權協會(Musicians For Human Rights  （页面存档备份，存于）)的成員之一。

## 作品

### 商業錄音
Denon出版的：
- 1986年：《Piano Sonata No. 2》，謝爾蓋·拉赫曼尼諾夫原著
- 1987年：《Ballade No. 1》，弗里德里克·蕭邦原著
- 1987年：《Après une Lecture de Dante》，弗朗茲·李斯特原著
- 1987年：《Sonata for Piano》，羅伯特·舒曼原著

Erato Records出版的：
- 1995年：《Piano Concerto》、《Strauss》、《Burleske》，羅伯特·舒曼原著
- 1996年：《Piano Pieces Op. 116-119》，約翰內斯·布拉姆斯原著
- 1997年：《Piano Concerto》、《Ravel》，喬治·格什溫原著
- 1998年：《Piano Concerto No. 1》，約翰內斯·布拉姆斯原著

Teldec出版的：
- 1999年：《Piano Concerto No. 4》、《Piano Sonata No. 30》、《Piano Sonata No. 31》，路德維希·范·貝多芬原著
- 2001年：《Piano Concerto No. 2》、《Prelude Op. 32/12》、《Etudes-Tableaux Op. 33/1, 2 and 9》、《Variations on a Theme of Corelli》，謝爾蓋·拉赫曼尼諾夫原著

德意志留聲機出版的：
- 2003年：《Credo》，結合了《Fantasia on an Ostinato》（约翰·科里利亚诺原著）；《Piano Sonata No. 17 "Tempest》、《Choral Fantasy》（路德維希·范·貝多芬原著）；《Credo》（阿爾沃·帕爾特原著）
- 2005年：《Chopin | Rachmaninoff》
- 2005年：《The Piano Concertos》，巴托克·貝拉原著
- 2006年：《Reflection》
- 2007年：《Piano Concerto No. 5 "Emperor》、《Piano Sonata No. 28》，路德維希·范·貝多芬原著

### 著作
- 2003年：《Variations Sauvages》（英文版為《Wild Harmonies》）(中文版為《野性的變奏》，太陽社出版)
- 2005年：《Leçons Particulières》
- 2013年：《Retour à Salem》

## 個人生活
21歲時，伊蓮·葛莉茉移居美國佛羅里達州，後又移居紐約市。之後在德國柏林住了一陣子，現定居瑞士。

## 軼事
- 葛莉茉具有聯覺（感覺相連症）的特殊能力，彈奏音符時視覺上會同步出現色彩，她曾提到，彈奏巴哈的平均律時，會看到紅色和橘色；彈貝多芬的暴風雨奏鳴曲看到黑色和藍色；C小調的音樂則是黑色[7][8]。

## 外部連結
- 官方网站
- 伊蓮·葛莉茉的Discogs页面（英文）